# Венгерская коммунистическая партия
Венге́рская коммунисти́ческая па́ртия (венг. Magyar Kommunista Párt); изначально Партия коммунистов Венгрии (венг. Kommunisták Magyarországi Pártja) — марксистско-ленинская партия в Венгрии, образованная 24 ноября 1918 и находившаяся у власти в период Венгерской Советской Республики (с марта 1919). После разгрома ВСР румынской армией была вынуждена уйти в подполье и вернулась к власти в стране после Второй мировой войны. В 1948 слилась с Социал-демократической партией, образовав Венгерскую партию трудящихся. В 1956 её преемницей стала Венгерская социалистическая рабочая партия. Входила в состав Коминтерна.

## История

### 1918 — 1930-е

Логотип Партии коммунистов Венгрии

Партия коммунистов Венгрии была образована 24 ноября 1918 на съезде в Будапеште на базе Венгерской группы РКП(б), созданной 24 марта 1918 в Москве, и местных левых социал-демократов (Тибор Самуэли, Эрнё Пор, Отто Корвин, Бела Ваго). Центральный комитет возглавлял Бела Кун, который вскоре перебрался в Венгрию, где начал активно привлекать сторонников, в частности, склоняя социал-демократов к более радикальным взглядам.
Партия в это время была очень невелика, но её члены были крайне активны и она быстро росла. Её влияние быстро увеличивалось. К февралю 1919 партия насчитывала уже от 30 до 40 тысяч членов, включая большое количество безработных бывших военнослужащих, молодых интеллектуалов и представителей национальных меньшинств.
По мере роста численности партии, она становилась всё более радикальной. Своего пика этот процесс достиг 20 февраля 1919, когда демонстрация переросла в перестрелку с охранниками редакции официальной газеты социал-демократов, в ходе которого погибло семь человек, включая полицейских. После этого последовали аресты коммунистических лидеров, однако углубляющийся кризис и неспособность с ним справиться со стороны традиционных социал-демократов привели к тому, что сами представители властей явились в тюрьму и предложили арестованным коммунистам взять власть и сформировать правительство.
21 марта 1919 было объявлено о соединении ПКВ и СДП в Социалистическую партию и в тот же день провозглашена Венгерская советская республика. После её разгрома последовал «белый террор», в ходе которого было убито до 6 000 чел. и казнено по приговорам трибуналов около 1500 чел. (Отто Корвин, Енё Ласло, Карой Штурц, Г. Кон, Андор Вадош). Загнанные в подполье коммунисты размежевались с эсдеками. В 1925 было принято решение о создании наряду с нелегальной ВКП официально зарегистрированной Социалистической Рабочей партии (разгромлена к 1928). Кроме того, местное руководство, возглавляемое Енё Ландлером, одобряло тактику энтризма коммунистов в социал-демократические организации.
В 1931 году, воспользовавшись терактом террориста-одиночки с неясными мотивами, премьер-министр Дьюла Каройи ввёл военное положение и обвинил во всём коммунистов. Постоянный террор профашистского режима Миклоша Хорти, глубокое подполье и непрекращающиеся аресты и казни руководителей (Имре Шаллаи и Шандор Фюрст были казнены 29 июля 1932 года, несмотря на кампанию протеста, инициированную писателями Аттилой Йожефом и Дьюлой Ийешем) не прекратили существование ПКВ. Помимо местных ячеек, продолжало существовать Загранбюро ПКВ (Бела Кун, Имре Надь и др.). Коммунисты активно участвовали в профсоюзном и стачечном движении, продолжали отмечать 1 Мая и 7 ноября, с 1935 выступали за создание Народного фронта.

### В период Второй мировой войны
В предвоенный период и во время Второй мировой войны Коммунистическая партия Венгрии действовала в условиях конспирации, партия активно участвовала в антифашистском сопротивлении, однако в условиях репрессий и государственного террора понесла значительные потери.
В январе 1941 года в Венгрии начал работу подпольный ЦК КПВ, который возглавил Золтан Шёнхерц. Венгерские коммунисты наладили сотрудничество с левым крылом «Мартовского фронта» (руководители которого впоследствии стали организаторами Национально-крестьянской партии). В марте 1940 года в Венгрии состоялся съезд сельскохозяйственных рабочих, на котором было принято решение о союзе и сотрудничестве между представителями рабочих организаций. В это же время коммунисты выпустили листовку с призывом к борьбе против вовлечения Венгрии в войну и участвовали в нескольких стачках и демонстрациях.
После вторжения Германии в СССР в июне 1941 года коммунистическая партия Венгрии осудила агрессию против СССР и вовлечение Венгрии в войну против СССР. 10 июля 1941 года ЦК КПВ опубликовал программное заявление «Задачи коммунистов и других прогрессивных сил Венгрии в антифашистской борьбе». В сентябре 1941 года начала вещание нелегальная радиостанция КПВ — «Лайош Кошут»
Весной и летом 1942 года венгерская полиция и спецслужбы провели серию облав, в ходе которых было арестовано свыше 600 коммунистов, сторонников левых сил и антифашистов. В мае 1942 года была разгромлена нелегальная типография КПВ.
20 мая 1942 года ЦК КПВ принял решение о изменении форм и методов работы. В июле 1942 года началось восстановление контактов, позднее было принято решение «Уроки провалов», в соответствии с которым было принято решение улучшить конспирацию, сосредоточить деятельность на саботаже и организации забастовок. Осенью 1942 года были созданы новые партийные организации, новый молодёжный комитет, а также легально действующий молодёжный центр — «Анкетный комитет». Для проведения диверсий, саботажа и расклейки листовок в составе территориальных партийных организаций были созданы «группы действия»
1 июля 1942 года был арестован Ференц Рожа — член ЦК и Секретариата КПВ, редактор газеты «Сабад неп» («Szabad Nép»). 13 июня 1942 года он был убит во время допроса. 6 июля 1942 года был арестован Золтан Шёнхерц — один из руководителей антифашистского сопротивления в Венгрии, член ЦК КПВ и руководитель Комитета национальной независимости. 9 октября 1942 года он был казнён по приговору военного трибунала.
В сентябре 1942 года была восстановлена нелегальная типография КПВ, и уже в октябре 1942 года здесь выпущена листовка тиражом 30 тыс. экз. 1 мая 1943 года Коммунистическая партия Венгрии опубликовала программу «Путь Венгрии к свободе и миру». В июне 1943 года было принято решение о самороспуске венгерской коммунистической партии, вместо неё начала деятельность Партия мира (Békepárt).
19 марта 1944 года немецкие войска оккупировали Венгрию, за принадлежность к коммунистической партии и чтение коммунистических изданий была установлена смерть.
В мае 1944 года был создан Венгерский фронт, в состав которого вошли Коммунистическая партия Венгрии, Социально-демократическая партия, Партия мелких сельских хозяев и Партия «двойного креста» (а в ноябре 1944 года — и Национально-крестьянская партия).
В начале сентября 1944 года была воссоздана Венгерская коммунистическая партия (ранее действовавшая под названием «Партия мира»). Осенью 1944 года Венгерская коммунистическая партия и Социально-демократическая партия заключили соглашение о единстве действий. 30 ноября 1944 года коммунистическая партия Венгрии опубликовала «Программу демократического восстановления и подъёма Венгрии».
2 декабря 1944 года в городе Сегед был создан Венгерский фронт национальной независимости, в состав которого вошли Коммунистическая партия Венгрии, Социально-демократическая партия, Национально-крестьянская партия, Партия мелких сельских хозяев, Буржуазно-демократическая партия и ряд профсоюзных организаций; в дальнейшем, началось создание местных органов власти — национальных комитетов.
21-22 декабря 1944 года в Дебрецене было образовано коалиционное Временное правительство, которое возглавил генерал Бела Миклош-Дальноки. В состав правительства вошли 13 человек (3 коммуниста, 6 представителей иных партий и 4 беспартийных). 28 декабря 1944 года Временное правительство объявило войну Германии и 20 января 1945 года заключило перемирие с СССР и западными союзниками. Тем не менее, территория Венгрии была полностью освобождена от немецких войск лишь к 4 апреля 1945 года.

### После окончания Второй мировой войны
В мае 1945 года прошла I Всевенгерская партконференция, собравшая делегатов от 150 000 членов партии.
14 июня 1948 года ВКП и СДПВ объединились в Венгерскую партию трудящихся. Ошибки, связанные с политическим курсом «венгерского Сталина» — генсека Матьяша Ракоши, после разоблачения в СССР культа личности обострили обстановку и привели к восстанию 1956 года. В его ходе ВПТ была распущена и на её базе создана новая марксистская партия — Венгерская социалистическая рабочая партия.

## Руководители КПВ и ВКП
- Бела Кун 1918—1919 — председатель

Генеральные секретари
- Дьердь Лукач 1928
- Имре Шаллаи 1931 — 29 июля 1932
- Матьяш Ракоши (24 февраля 1945 — 14 июня 1948)

## Съезды КПВ
- I съезд КПВ (18 — 21 августа 1925, Вена, Австрия) — съезд открылся как конференция КПВ и проходил нелегально в помещении одной из библиотек Вены. В нём участвовали 14 представителей венгерского коммунистического подполья и 8 представителей от коммунистической эмиграции. Основные доклады на съезде сделали Дьюла Алпари, Бела Кун и Енё Ландлер. Съезд постановил единство партии в соответствии с решениями V конгресса Коминтерна и принял новый устав КПВ. Принятая съездом временная программа партии предусматривала борьбу за удовлетворение повседневных требований народа, усиление борьбы с режимом Хорти, за демократическую республику и рабоче-крестьянское правительство. Предусматривались изменения в политике КПВ в отношении крестьянства и активизация работы с ним, в профсоюзах и среди молодёжи. Намечались меры по укреплению сотрудничества с социал-демократами.

Новым теоретическим органом КПВ стал журнал «Új március» («Новый март»).
В Центральный комитет КПВ были избраны Бела Кун, Енё Ландлер, Дьюла Алпари, Матьяш Ракоши, Имре Комор, Иштван Ваги, Карой Эри и Игнац Гегеш.
- II съезд КПВ (февраль — март 1930, Апрелевка, СССР) — съезд обсудил рекомендации КПВ со стороны Президиума Исполкома Коминтерна, изложенные в открытом письме к партии. КПВ было рекомендовано прекратить фракционную борьбу, использовать экономический кризис в Венгрии и сделать партию массовой. В соответствии с положениями письма съезд ориентировал партию на установление диктатуры пролетариата. Одновременно было решено усилить борьбу за удовлетворение повседневных требований трудящихся (8-часовой рабочий день, улучшение условий труда и т. д.). В то же время съезд не ориентировал партию на работу с социал-демократическими профсоюзами, что привело к сокращению влияния коммунистов.

Съезд принял новый устав КПВ, который констатировал, что КПВ является неотъемлемой частью мирового коммунистического движения. Был введён новый порядок приёма в партию и реорганизована её структура. Система парторганизаций по месту жительства была заменена системой партячеек на производстве, как это практиковалось в СССР. Руководство всей партийной работой было возложено на подпольный ЦК КПВ, который был поставлен выше Загранбюро. Устав предусматривал строжайшую партийную дисциплину и конспирацию.
Решения съезда осложнили положение КПВ. СДПВ открыто назвала коммунистов «левыми фашистами», а позднее и в самой ВКП пришли к выводу, что съезд утвердил в партии «левосектантские тенденции».
- III съезд ВКП (28 сентября — 1 октября 1946, Будапешт) — первый легальный съезд на территории Венгрии. Он подвёл итоги за период после II съезда и констатировал, что за эти годы ВКП из небольшой подпольной организации превратилась в массовую партию. Главной задачей съезд назвал расширение массовой базы партии за счёт привлечения на её сторону интеллигенции, ремесленников и крестьян со средним достатком. Особое внимание было уделено работе с крестьянством в период развернувшейся в стране аграрной реформы. Решения съезда говорили о том, что отныне Венгрия будет развиваться по пути социализма. Были выдвинуты лозунги — «Не для капиталистов, а для народа строим страну!» и «Вон врагов народа из коалиции!»[13].

## Конференции ВКП
- I Всевенгерская конференция ВКП (20 — 21 мая 1945, Будапешт) — первая легальная конференция партии, на которой 145 делегатов представили 1500 первичных организаций ВКП. Конференция, значение которой было приравнено к съезду, провозгласило основой партийной политики сплочение всех демократических сил Венгрии, тесное сотрудничество с СДПВ, Партией мелких сельских хозяев и Национально-крестьянской партией Венгрии. Был заслушан доклад Матьяша Ракоши о послевоенном восстановлении экономики Венгрии как о главной задаче. Конференция также заслушала доклад Яноша Кадара о работе с профсоюзами. Для распространения идей марксизма-ленинизма ВКП создала сеть партийного просвещения и партийные школы в Дебрецене и Будапеште[14].
- II Всевенгерская конференция ВКП  (12 — 13 марта 1947, Будапешт)
- III Всевенгерская конференция ВКП (10 — 11 января 1948, Будапешт) — отметила, что основная часть промышленности уже национализирована и теперь необходимо разворачивать в среде рабочих разъяснительную работу, направленную на укрепление трудовой дисциплины, повышения производительности труда и т. п. Заводским парторганизациям была поставлена задача воспитания социалистического отношения к труду и организации социалистического соревнования. ВКП выступила с новым лозунгом — «Страна твоя, ты строишь для себя!»